# Municipio de Grover (condado de Franklin)
El municipio de Grover (en inglés: Grover Township) es un municipio ubicado en el condado de Franklin en el estado estadounidense de Arkansas. En el año 2010 tenía una población de 270 habitantes y una densidad poblacional de 4,5 personas por km².

## Geografía
El municipio de Grover se encuentra ubicado en las coordenadas 35°25′46″N 93°56′46″O / 35.42944, -93.94611. Según la Oficina del Censo de los Estados Unidos, el municipio tiene una superficie total de 60.06 km², de la cual 57,73 km² corresponden a tierra firme y (3,88 %) 2,33 km² es agua.

## Demografía
Según el censo de 2010, había 270 personas residiendo en el municipio de Grover. La densidad de población era de 4,5 hab./km². De los 270 habitantes, el municipio de Grover estaba compuesto por el 94,44 % blancos, el 0,74 % eran amerindios, el 3,7 % eran asiáticos, el 0,37 % eran de otras razas y el 0,74 % eran de una mezcla de razas. Del total de la población el 1,85 % eran hispanos o latinos de cualquier raza.